# If You Had Wings
If You Had Wings (5 juin 1972 - 1er juin 1987) puis If You Could Fly (6 juin 1987 - 3 janvier 1989) étaient des attractions du Magic Kingdom sur l'aviation et les destinations autour du Golfe du Mexique et l'Amérique du Sud. L'attraction changea de nom après le retrait du partenaire Eastern Air Lines en juin 1987, au profit de Delta Air Lines.
En 1986, Eastern décida d'arrêter son partenariat. Disney supprima alors les références à la marque et renomma l'attraction If You Could Fly. Elle ne fut fermée qu'entre le 1er juin 1987 et le 6 juin 1987. L'attraction ferma définitivement le 4 janvier 1989 et attendit deux ans avant d'être reconvertie.
Rapidement Delta Air Lines reprit le partenariat de l'attraction et demanda une révision et une rénovation de son contenu. La nouvelle attraction s'appela Delta Dreamflight. Cette dernière changea de nom en 1996 pour Disney's Take Flight après le retrait de Delta. L'attraction, sans sponsor, ferma en janvier 1998.
Elle a été remplacée en octobre 1998 par Buzz Lightyear's Space Ranger Spin.

## L'attraction
L'attraction se situait dans Tomorrowland en face de Mission to Mars. Le "vol" desservait des lieux touristiques tels que Mexico, Rio de Janeiro, les Bahamas et La Nouvelle-Orléans.
- Ouverture : 5 juin 1972[1]
- Fermeture : 1er juin 1987[1]
- Sous le nom If You Could Fly
  - Ouverture : 6 juin 1987[1]
  - Fermeture : 3 janvier 1989[1]
- Ticket requis :  gracieux
- Type d'attraction : Parcours scénique en Omnimover
- Situation : 28° 25′ 06″ N, 81° 34′ 47″ O
- Attractions suivantes :
  - Delta Dreamflight : 23 juin 1989 - 1er janvier 1996
  - Disney's Take Flight  : 5 juin 1997 - 28 janvier 1998
  - Buzz Lightyear's Space Ranger Spin : octobre 1998

### Description
Cette attraction était un parcours scénique en omnimovers au travers de scènes "exotiques". Son principal avantage était la faible file d'attente et l'absence de ticket pour y accéder alors que les autres en nécessitaient. Cette particularité était une volonté du partenaire Eastern Air Lines.
L'attraction débutait par un semblant de décollage grâce à une montée incurvée et à la projection de nuages, de mouettes et d'avions sur le mur. Ensuite le visiteur traversait plusieurs pièces où des films étaient projetés. Quatorze projecteurs de 16 mm présentaient des scènes stylisées assez peu réalistes des destinations desservies par le partenaire : marchés de chapeaux de paille, pêcheurs, danseurs de limbo ou groupe de percussionnistes sur bidons.
Une musique répétitive accompagnait le visiteur. Les paroles déclamaient que « Si vous aviez des ailes, vous pourriez faire plein de choses, vous pourriez élargir votre monde, si vous aviez des ailes, ... » (If you had wings, you could do many things, you could widen your world, if you had wings...). La musique n'arrivait toutefois pas à masquer le vrombissement des projecteurs et elle était très liée au slogan de Eastern Air Lines : « Les ailes de l'homme » (The Wings of Man.).
La véritable innovation de l'attraction était la "chambre de vitesse", une pièce allongée en forme d'ellipse qui présentait des plans cinématiques à la première personne donnant l'impression d'être aux commandes de différents véhicules : avion au décollage, train, jet ski, motocycle, hydroglisseur, etc. Ces séquences étaient projetées sur les murs par un projecteur de 70 mm dans toute la salle. L'image était distordue et un peu floue car Disney n'utilisait pas son système Circle-Vision 360° pourtant déjà existant (mais plus cher). Une sensation de vitesse était toutefois présente dans la longue salle ovoïde.
À la sortie de l'attraction, Eastern Air Lines proposait un comptoir de réservation et d'information mais peu de visiteurs profitèrent de l'opportunité.
Un site internet très fourni  rend hommage à l'attraction mais note toutefois que « Si vous ne vous souvenez pas du tapage du public lors de la fermeture ... une raison possible est qu'il n'y en avait aucun. »If you can't remember the public uproar surrounding the closing... one possible reason is that there was none.

### Faits Divers
L'attraction a été parodiée dans un épisode des Simpson, mais dans un parc imaginaire appelé "EFCOT Center". Le spectacle montrait des décors similaires et tentait de vendre des choses comme le Eastern Air Lines Cola.